# Căuia, Bacău
Căuia este un sat în comuna Dealu Morii din județul Bacău, Moldova, România. Satul s-a format în 1968, prin contopirea fostelor sate Căuia de Jos, Căuia de Sus și Livezile (fost Răspochi).